# Valkyrie Drive: Bhikkhuni
Valkyrie Drive: Bhikkhuni (ヴァルキリードライヴ ビクニ?, Varukirī Doraivu Bikuni) è un videogioco d'azione del 2015, con ampie sezioni narrative in stile visual novel, prodotto dalla Marvelous, azienda nota per la serie Senran Kagura. Ne è stato tratto un manga uscito nello stesso anno.
Il gioco è uscito in Giappone durante la messa in onda televisiva dell'anime Valkyrie Drive: Mermaid, tuttavia le due opere presentano personaggi e storie differenti; in particolare mentre la serie anime mostra contenuti erotici, di stampo yuri, al limite dell'hentai, il titolo videoludico si caratterizza per una componente softcore non invadente, con numerose analogie di stile, oltre che di gameplay, rispetto a Senran Kagura.
Ne è uscita anche un'edizione speciale, contenente vari extra fisici tra cui un artbook e un CD musicale, intitolata Valkyrie Drive: Bhikkhuni - Liberator's Edition.
Le protagoniste del gioco, Rinka e Ranka, sono comparse inoltre come personaggi giocabili in un DLC di Senran Kagura: Peach Beach Splash (2017).

## Trama
Rinka e Ranka Kagurazaka, due procaci sorelle, giungono sull'isola di Bhikkhuni per essere curate assieme ad altre ragazze da una strana malattia che le rende desiderose di combattere e che, durante i combattimenti, le trasforma letteralmente in armi da guerra. La "cura", tuttavia, sembra consistere proprio nel continuare a combattere sempre più, imparando a padroneggiare le proprie abilità combattive, così le ragazze giunte sull'isola passano il loro tempo a esercitarsi nei combattimenti, sviluppando fra loro delle accese rivalità, ma anche delle solide e talvolta romantiche amicizie.

## Doppiaggio
Il gioco, la cui edizione occidentale ha i testi in inglese, mantiene le voci in giapponese. Le doppiatrici sono le seguenti:
- Aya Suzaki – Rinka Kagurazaka
- Kanae Itō – Ranka Kagurazaka
- Yōko Hikasa – Momo Kuzuryu
- Yumi Hara – Mana Inagawa
- Ayano Yamamoto – Manpukumaru-chan
- Yū Kobayashi – Viola
- Risa Taneda – Koharu Tsukikage
- Ai Kakuma – Echigoya
- Asami Imai – Direttrice